# Mesua
Mesua, biljni rod zimzelenih grmova i manjeg drveća iz porodice kalofilumovki, dio je reda malpigijolike. 
U rodu ima 10 vrsta rasprostranjenih od Indijskog potkontinenta do Indokine, i na jug do Bornea, Jave, Andamana i Nikobara.

## Vrste
1. Mesua clemensiorum Kosterm.
2. Mesua ferrea L.
3. Mesua kochummeniana Whitmore
4. Mesua nivenii Whitmore
5. Mesua nuda Kosterm. ex Whitmore
6. Mesua planigemma Kosterm.
7. Mesua pulchella Planch. & Triana
8. Mesua purseglovei Whitmore
9. Mesua pustulata (Ridl.) P.S.Ashton
10. Mesua thwaitesii Planch. & Triana

## Sinonimi
- Nagassari Adans.
- Nagatampo Adans.
- Naghas Mirb. ex Steud.
- Plagiorrhiza Hallier f.
- Plinia Blanco
- Vidalia Fern.-Vill.
- Rhynea Scop.